# Lengyelország vajdaságai
A vajdaságok (lengyelül województwo) a 14. század óta Lengyelország legnagyobb közigazgatási egységei. A vajdaságok jelenlegi rendszere a közigazgatás újraszervezéséről szóló 1998-as törvény alapján 1999. január 1. óta van érvényben. A vajdaságok átszervezésére részben az Európai Unió követelményeihez való igazodás miatt került sor. A NUTS rendszerben a vajdaságok a 2. szinten helyezkednek el.
Az új közigazgatási beosztás az 1975 és 1998 közötti rendszer 49 vajdaságával szemben mindössze 16, történelmi alapokon nyugvó vajdaságból áll. Az új egységek területe 10 és 35 ezer km², lakosságuk egy és ötmillió között változik.
A vajdaságok önkormányzattal rendelkeznek, képviselő-testületük elnevezése vajdasági tanács (sejmik wojewódzki, szó szerint „vajdasági kis parlament”), az önkormányzat végrehajtó testületének vezetőjét a vajdaság marsalljának (marszałek województwa) nevezik, a kormányt a vajdaságban képviselő első számú tisztségviselő elnevezése pedig vajda (wojewoda).

## Vajdaságok 1999 óta
| \| Alsó-sziléziai vajdaság Kárpátaljai vajdaság Kis- lengyelországi vajdaság Kujávia-pomerániai vajdaság Łódźi vajdaság Lublini vajdaság Lubusi vajdaság Mazóviai vajdaság Nagy-lengyelországi vajdaság Nyugat-pomerániai vajdaság Opolei vajdaság Podlasiei vajdaság Pomerániai vajdaság Szentkereszt vajdaság Sziléziai vajda- ság Varmia-mazúriai vajdaság \| |     |              |                                                  |                                    |             |                               |                             |
| Vajdaságok 1999 óta |     |              |                                                  |                                    |             |                               |                             |
| Rövidítés | Kód | Autórendszám | Vajdaság                                         | Székhely                           | Terület km² | Népesség (2003. december 31.) | Népesség (2004. június 30.) |
| DS | 02  | D            | Alsó-sziléziai vajdaság (Dolnośląskie)           | Wrocław                            | 19 948      | 2 898 313                     | 2 895 729                   |
| KP | 04  | C            | Kujávia-pomerániai vajdaság (Kujawsko-Pomorskie) | Bydgoszcz¹ Toruń²                  | 17 970      | 2 068 142                     | 2 067 548                   |
| LU | 06  | L            | Lublini vajdaság (Lubelskie)                     | Lublin                             | 25 114      | 2 191 172                     | 2 187 918                   |
| LB | 08  | F            | Lubusi vajdaság (Lubuskie)                       | Gorzów Wielkopolski¹ Zielona Góra² | 13 984      | 1 008 786                     | 1 009 177                   |
| LD | 10  | E            | Łódźi vajdaság (Łódzkie)                         | Łódź                               | 18 219      | 2 597 094                     | 2 592 568                   |
| MP | 12  | K            | Kis-lengyelországi vajdaság (Małopolskie)        | Krakkó                             | 15 144      | 3 252 949                     | 3 256 171                   |
| MA | 14  | W            | Mazóviai vajdaság (Mazowieckie)                  | Varsó                              | 35 597      | 5 135 732                     | 5 139 545                   |
| OP | 16  | O            | Opolei vajdaság (Opolskie)                       | Opole                              | 9,412       | 1 055 667                     | 1 053 723                   |
| PK | 18  | R            | Kárpátaljai vajdaság (Podkarpackie)              | Rzeszów                            | 17 926      | 2 097 248                     | 2 097 325                   |
| PD | 20  | B            | Podlasiei vajdaság (Podlaskie)                   | Białystok                          | 20 180      | 1 205 117                     | 1 204 036                   |
| PM | 22  | G            | Pomerániai vajdaság (Pomorskie)                  | Gdańsk                             | 18 293      | 2 188 918                     | 2 192 404                   |
| SL | 24  | S            | Sziléziai vajdaság (Śląskie)                     | Katowice                           | 12 294      | 4 714 982                     | 4 707 825                   |
| SW | 26  | T            | Szentkereszt vajdaság (Świętokrzyskie)           | Kielce                             | 11 672      | 1 291 598                     | 1 290 176                   |
| WM | 28  | N            | Varmia-mazúriai vajdaság (Warmińsko-Mazurskie)   | Olsztyn                            | 24 203      | 1 428 885                     | 1 428 385                   |
| WP | 30  | P            | Nagy-lengyelországi vajdaság (Wielkopolskie)     | Poznań                             | 29 826      | 3 359 932                     | 3 362 011                   |
| ZP | 32  | Z            | Nyugat-pomerániai vajdaság (Zachodniopomorskie)  | Szczecin                           | 22 901      | 1 696 073                     | 1 695 708                   |
| (¹) – a vajda székhelye, (²) – a vajdasági tanács székhelye |     |              |                                                  |                                    |             |                               |                             |
| Alsó-sziléziai vajdaság Kárpátaljai vajdaság Kis- lengyelországi vajdaság Kujávia-pomerániai vajdaság Łódźi vajdaság Lublini vajdaság Lubusi vajdaság Mazóviai vajdaság Nagy-lengyelországi vajdaság Nyugat-pomerániai vajdaság Opolei vajdaság Podlasiei vajdaság Pomerániai vajdaság Szentkereszt vajdaság Sziléziai vajda- ság Varmia-mazúriai vajdaság       |     |              |                                                  |                                    |             |                               |                             |

A vajdaságok a NUTS-1 adminisztratív szint kialakíthatósága miatt statisztikai régiókba vannak tömörítve:
- I. régió: 7,7 millió lakos, az egy főre jutó GDP  50,5%-a az Európai Unió átlagnak
  - Mazóviai (Mazowieckie, MA)
  - Łódzi (Łódzkie, LD)
- II. régió: 8,0 millió lakos, az egy főre jutó GDP 39,5%-a az Európai Unió átlagnak
  - Sziléziai (Slaskie, SL)
  - Kis-lengyelországi (Malopolskie, MP)
- III. régió: 6,8 millió lakos, az egy főre jutó GDP 28,1%-a az Európai Unió átlagnak
  - Szentkereszt Vajdaság (Świętokrzyskie, SW)
  - Kárpátaljai (Podkarpackie, PK)
  - Podlasiei (Podlaskie, PD)
  - Lublini (Lubelskie, LU)
- IV. régió: 6,1 millió lakos, az egy főre jutó GDP 39,5%-a az Európai Unió átlagnak
  - Nagy-lengyelországi (Wielkopolskie, WP)
  - Lubusi vajdasági (Lubuskie, LB)
  - Nyugat-pomerániai (Zachodniopomorskie, ZP)
- V. régió: 4,0 millió lakos, az egy főre jutó GDP 38,3%-a az Európai Unió átlagnak
  - Alsó-sziléziai (Dolnoslaskie, DS)
  - Opolei (Opolskie, OP)
- VI. régió: 5,7 millió lakos, az egy főre jutó GDP 35,0%-a az Európai Unió átlagnak
  - Kujávia-pomerániai (Kujawsko-Pomorskie, KP)
  - Pomerániai (Pomorskie, PM)
  - Varmia-mazúriai (Warminsko-Mazurskie, WM)

## Lengyelország vajdaságai 1975–1998 között (49 vajdaság)

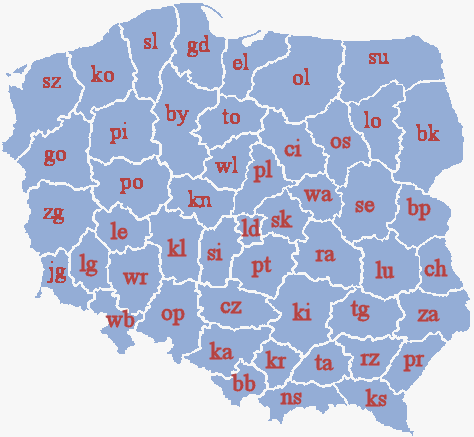
Lengyelország vajdaságai 1975 után

A lengyel vajdaságok mostanit megelőző átszervezése 1973–1975 között zajlott le. Az addigi háromszintű közigazgatási beosztás (vajdaság, járás, község) kétszintűvé változott (49 kis vajdaság, községek). A három legnagyobb város – Varsó, Łódź és Krakkó – különleges státuszt élvezett: a város polgármestere egyben a város körül kialakított vajdaság vezetője is volt.
| Lengyel vajdaságok 1975-1998 között |                  |                      |                    |                 |               |                |
| Rövidítés                           | Vajdaság         | Székhely             | Terület km² (1998) | Népesség (1980) | Városok száma | Községek száma |
| bp                                  | bialskopodlaskie | Biała Podlaska       | 5348               | 286 400         | 6             | 35             |
| bk                                  | białostockie     | Białystok            | 10 055             | 641 100         | 17            | 49             |
| bb                                  | bielskie         | Bielsko-Biała        | 3 704              | 829 900         | 18            | 47             |
| by                                  | bydgoskie        | Bydgoszcz            | 10 349             | 1 036 000       | 27            | 55             |
| ch                                  | chełmskie        | Chełm                | 3 865              | 230 900         | 4             | 25             |
| ci                                  | ciechanowskie    | Ciechanów            | 6 362              | 405 400         | 9             | 45             |
| cz                                  | częstochowskie   | Częstochowa          | 6 182              | 747 900         | 17            | 49             |
| el                                  | elbląskie        | Elbląg               | 6 103              | 441 500         | 15            | 37             |
| gd                                  | gdańskie         | Gdańsk               | 7 394              | 1 333 800       | 19            | 43             |
| go                                  | gorzowskie       | Gorzów Wielkopolski  | 8 484              | 455 400         | 21            | 38             |
| jg                                  | jeleniogórskie   | Jelenia Góra         | 4 378              | 492 600         | 24            | 28             |
| kl                                  | kaliskie         | Kalisz               | 6 512              | 668 000         | 20            | 53             |
| ka                                  | katowickie       | Katowice             | 6 650              | 3 733 900       | 43            | 46             |
| ki                                  | kieleckie        | Kielce               | 9 211              | 1 068 700       | 17            | 69             |
| kn                                  | konińskie        | Konin                | 5 139              | 441 200         | 18            | 43             |
| ko                                  | koszalińskie     | Koszalin             | 8 470              | 462 200         | 17            | 35             |
| kr                                  | krakowskie       | Krakkó               | 3 254              | 1 167 500       | 10            | 38             |
| ks                                  | krośnieńskie     | Krosno               | 5 702              | 448 200         | 12            | 37             |
| lg                                  | legnickie        | Legnica              | 4 037              | 458 900         | 11            | 31             |
| le                                  | leszczyńskie     | Leszno               | 4 254              | 357 600         | 19            | 28             |
| lu                                  | lubelskie        | Lublin               | 6 793              | 935 200         | 16            | 62             |
| lo                                  | łomżyńskie       | Łomża                | 6 684              | 325 800         | 12            | 39             |
| ld                                  | Łódzkie          | Łódź                 | 1523               | 1 127 800       | 8             | 11             |
| ns                                  | nowosądeckie     | Újszandec            | 5 576              | 628 800         | 14            | 41             |
| ol                                  | olsztyńskie      | Olsztyn              | 12 327             | 681 400         | 21            | 48             |
| op                                  | opolskie         | Opole                | 8 535              | 975 000         | 29            | 61             |
| os                                  | ostrołęckie      | Ostrołęka            | 6 498              | 371 400         | 9             | 38             |
| pi                                  | pilskie          | Piła                 | 8 205              | 437 100         | 24            | 35             |
| pt                                  | piotrkowskie     | Piotrków Trybunalski | 6 266              | 604 200         | 10            | 51             |
| pl                                  | płockie          | Płock                | 5 117              | 496 100         | 9             | 44             |
| po                                  | poznańskie       | Poznań               | 8 151              | 1 237 800       | 33            | 57             |
| pr                                  | przemyskie       | Przemyśl             | 4 437              | 380 000         | 9             | 35             |
| rs                                  | radomskie        | Radom                | 7 295              | 702 300         | 15            | 61             |
| rz                                  | rzeszowskie      | Rzeszów              | 4 397              | 648 900         | 13            | 41             |
| se                                  | siedleckie       | Siedlce              | 8 499              | 616 300         | 12            | 66             |
| si                                  | sieradzkie       | Sieradz              | 4 869              | 392 300         | 9             | 40             |
| sk                                  | skierniewickie   | Skierniewice         | 3 959              | 396 900         | 8             | 36             |
| sl                                  | słupskie         | Słupsk               | 7 453              | 369 800         | 11            | 31             |
| su                                  | suwalskie        | Suwałki              | 10 490             | 422 600         | 14            | 42             |
| sz                                  | szczecińskie     | Szczecin             | 9 981              | 897 900         | 29            | 50             |
| tg                                  | tarnobrzeskie    | Tarnobrzeg           | 6 283              | 556 300         | 14            | 46             |
| ta                                  | tarnowskie       | Tarnów               | 4 151              | 607 000         | 9             | 41             |
| to                                  | toruńskie        | Toruń                | 5 348              | 610 800         | 13            | 41             |
| wb                                  | wałbrzyskie      | Wałbrzych            | 4 168              | 716 100         | 31            | 30             |
| wa                                  | warszawskie      | Varsó                | 3 788              | 2 319 100       | 27            | 32             |
| wl                                  | włocławskie      | Włocławek            | 4 402              | 413 400         | 14            | 30             |
| wr                                  | wrocławskie      | Wrocław              | 6 287              | 1 076 200       | 16            | 33             |
| za                                  | zamojskie        | Zamość               | 6 980              | 472 100         | 5             | 47             |
| zg                                  | zielonogórskie   | Zielona Góra         | 8 868              | 609 200         | 26            | 50             |

## Lengyelország vajdaságai 1945–1975 között (14+2, majd 17+5 vajdaság)
A második világháború után, a területileg jelentősen megváltozott Lengyelország új közigazgatási beosztása a háború előttin alapult. A keleti határ mentén fekvő, a Szovjetunió által részben megszerzett vajdaságok határai a megmaradó országrészen belül változatlanok maradtak. Nyugaton, a Németországtól megszerzett területeken új vajdaságokat alakítottak ki, Szczecin, Wrocław, valamint Olsztyn központtal, területeket csatoltak továbbá a Gdańsk-i, a Katowice-i, valamint a Poznań-i vajdaságokhoz. Varsó és Łódź önálló vajdasági jogot szerzett.
1950-ben új vajdaságokat hoztak létre. A Koszalini a Szczecini vajdaság területéből, az Opole-i a Katowice-i, a Zielona Góra-i a Poznań-i vajdaság területének egy részén lett kialakítva. További 3 nagyváros, Wrocław, Krakkó és Poznań vajdasági jogokat szerzett.

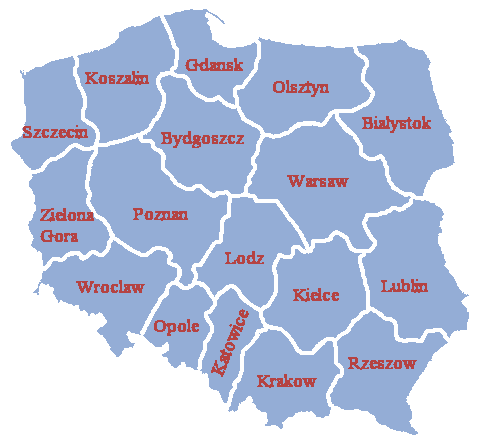
Lengyelország vajdaságai 1957 után

| Lengyelország közigazgatási beosztása 1945-1975                               |                        |                        |                    |                 |
| Autórendszám (1956 után)                                                      | Vajdaság               | Székhely               | Terület km² (1965) | Népesség (1965) |
| A                                                                             | białostockie           | Białystok              | 23 136             | 1 160 400       |
| B                                                                             | bydgoskie              | Bydgoszcz              | 20 794             | 1 837 100       |
| G                                                                             | gdańskie               | Gdańsk                 | 10 984             | 1 352 800       |
| S                                                                             | katowickie             | Katowice               | 9 518              | 3 524 300       |
| C                                                                             | kieleckie              | Kielce                 | 19 498             | 1 899 100       |
| E                                                                             | koszalińskie ¹         | Koszalin               | 17 974             | 755 100         |
| K                                                                             | krakowskie             | Krakkó                 | 15 350             | 2 127 600       |
| F                                                                             | Łódzkie                | Łódź                   | 17 064             | 1 665 200       |
| L                                                                             | lubelskie              | Lublin                 | 24 829             | 1 900 500       |
| O                                                                             | olsztyńskie            | Olsztyn                | 20 994             | 956 600         |
| H                                                                             | opolskie ¹             | Opole                  | 9 506              | 1 009 200       |
| P                                                                             | poznańskie             | Poznań                 | 26 723             | 2 126 300       |
| R                                                                             | rzeszowskie            | Rzeszów                | 18 658             | 1 692 800       |
| M                                                                             | szczecińskie           | Szczecin               | 12 677             | 847 600         |
| T                                                                             | warszawskie            | Varsó                  | 29 369             | 2 453 000       |
| X                                                                             | wrocławskie            | Wrocław                | 18 827             | 1 967 000       |
| Z                                                                             | zielonogórskie ¹       | Zielona Góra           | 14 514             | 847 200         |
| Autórendszám (1956 után)                                                      | Vajdasági jogú városok | Vajdasági jogú városok | Terület km² (1965) | Népesség (1965) |
| I                                                                             | Łódź                   | Łódź                   | 214                | 744 100         |
| W                                                                             | Varsó                  | Varsó                  | 446                | 1 252 600       |
| ?                                                                             | Krakkó ²               | Krakkó ²               | 230                | 520 100         |
| ?                                                                             | Poznań ²               | Poznań ²               | 220                | 438 200         |
| ?                                                                             | Wrocław ²              | Wrocław ²              | 225                | 474 200         |
| ¹ – 1950-ben létrejött vajdaság ² – 1957-ben vajdasági jogokat szerzett város |                        |                        |                    |                 |

## Lengyelország vajdaságai 1921–1939 között (15+1 vajdaság +1 autonóm rész – Szilézia)

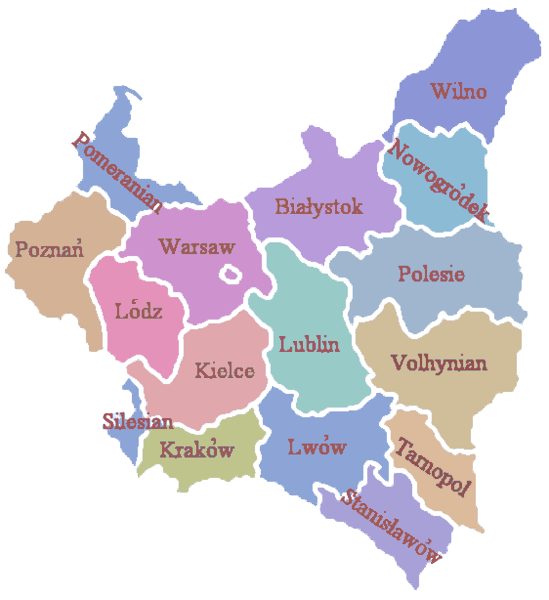
Lengyelország vajdaságai, 1922-1939 között

| Lengyelország vajdaságai 1937-ben |                               |                   |                         |                         |
| autórendszám (1937 után)          | Vajdaság Vajdasági jogú város | Székhely          | terület 1000 km² (1930) | Népesség 1000 fő (1931) |
| 00-19                             | Varsó                         | Varsó             | 0,14                    | 1179,5                  |
| 85-89                             | warszawskie                   | Varsó             | 31,7                    | 2460,9                  |
| 20-24                             | białostockie                  | Białystok         | 26,0                    | 1263,3                  |
| 25-29                             | kieleckie                     | Kielce            | 22,2                    | 2671,0                  |
| 30-34                             | krakowskie                    | Krakkó            | 17,6                    | 2300,1                  |
| 35-39                             | lubelskie                     | Lublin            | 26,6                    | 2116,2                  |
| 40-44                             | lwowskie                      | Lwów              | 28,4                    | 3126,3                  |
| 45-49                             | Łódzkie                       | Łódź              | 20,4                    | 2650,1                  |
| 50-54                             | nowogródzkie                  | Nowogródek        | 23,0                    | 1057,2                  |
| 55-59                             | poleskie                      | Brześć nad Bugiem | 36,7                    | 1132,2                  |
| 60-64                             | pomorskie                     | Toruń             | 25,7                    | 1884,4                  |
| 65-69                             | poznańskie                    | Poznań            | 28,1                    | 2339,6                  |
| 70-74                             | stanisławowskie               | Stanisławów       | 16,9                    | 1480,3                  |
| 75-79 ?                           | Auton. śląskie                | Katowice          | 5,1                     | 1533,5                  |
| 80-84                             | tarnopolskie                  | Tarnopol          | 16,5                    | 1600,4                  |
| 90-94                             | wileńskie                     | Wilno             | 29,0                    | 1276,0                  |
| 95-99                             | wołyńskie                     | Łuck              | 35,7                    | 2085,6                  |